# Museo nazionale della montagna
Il Museo Nazionale della Montagna "Duca degli Abruzzi" è un museo di Torino. È sede e socio fondatore dell'International Alliance for Mountain Film (IAMF), che raggruppa i maggiori festival mondiali di Cinema di montagna, nonché dell'International Mountain Museums Alliance (IMMA).

## Storia
Il 9 agosto 1874, in cima al Monte dei Cappuccini, la Città di Torino, in accordo e su proposta della sezione torinese del Club Alpino Italiano, edificava un'edicola di legno – ossia un piccolo padiglione – secondo l'uso del tempo, dotato di cannocchiale per ammirare il panorama di oltre 450 chilometri di Alpi all'orizzonte, dal Monviso al Monte Rosa.
Nel 1901 il Principe Luigi Amedeo di Savoia-Aosta, Duca degli Abruzzi donò alla sezione torinese del Club Alpino Italiano, di cui era presidente onorario, oggetti provenienti dalla sua spedizione al Polo Nord.
Fra il 1885 e il 1942 l'area era servita dalla funicolare del Monte dei Cappuccini, gestita assieme a una birreria, che consentiva di raggiungere agevolmente il museo.
L'incremento delle collezioni ha fatto in modo che, prima lentamente e poi con maggiore decisione, la struttura abbia iniziato a crescere e ad articolarsi. Questo ha portato nel 2003 alla creazione dell'Area Documentazione e nel 2005, dopo una ristrutturazione e un riallestimento generale, all'apertura della nuova Area Espositiva e dell'Area Incontri. Il Museo si compone quindi di tre realtà diverse ma complementari, nonché di un'ampia attività a livello nazionale e internazionale.